# Rhagadostoma corrugatum
Rhagadostoma corrugatum är en lavart som beskrevs av Körb. 1865. Rhagadostoma corrugatum ingår i släktet Rhagadostoma och familjen Nitschkiaceae.   Inga underarter finns listade i Catalogue of Life.